# Thérouanne
Thérouanne är en stad och kommun i departementet Pas-de-Calais i regionen Hauts-de-France i norra Frankrike. År 2022 hade Thérouanne 1 128 invånare.

## Befolkningsutveckling
Antalet invånare i kommunen Thérouanne
| Referens: INSEE |